# سیاهچاله میان‌جرم

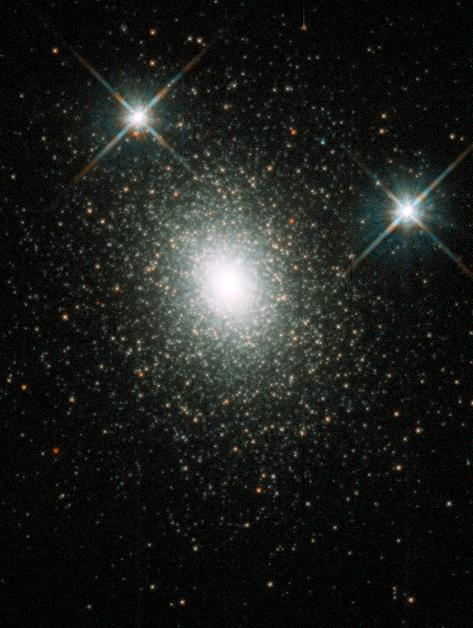

سیاهچاله میان‌جرم یا سیاهچاله با جرم متوسط (به انگلیسی: Intermediate-mass black hole) احتمالاً سیاهچاله‌های جوانی هستند که از یک انفجار ابرنواختری پدید آمده‌اند و با بلعیدن مقدار زیادی ماده به این جرم رسیده‌اند و حالا در این حالت به نظر می‌رسند.